# Nacktnasenwombat
Der Nacktnasenwombat (Vombatus ursinus) ist eine Beutelsäugerart aus der Familie der Wombats (Vombatidae).

## Beschreibung
Wie der Name schon andeutet, unterscheidet sich der Nacktnasenwombat in der unbehaarten Schnauze von den Haarnasenwombats, weitere Unterschiede sind das raue Fell und die kürzeren, abgerundeten Ohren. Sein Körperbau ist bärenähnlich, einem kräftigen Körper stehen kurze, muskulöse Beine gegenüber. Die Fellfärbung variiert von gelblich-braun über grau bis schwarz. Der Schwanz ist lediglich ein Stummel. Nacktnasenwombats erreichen eine Kopfrumpflänge von 70 bis 120 Zentimeter und ein Gewicht von 15 bis 35 Kilogramm.

## Verbreitung und Lebensraum

Verbreitungskarte des Nacktnasenwombats

Nacktnasenwombats sind relativ weit verbreitet in den temperierten und besser mit Wasser versorgten Teilen des südlichen und östlichen Australien. Im Norden reicht ihr Verbreitungsgebiet bis in die bergigen Regionen des südlichen Queensland, südlich kommen sie bis nach Tasmanien, westlich bis South Australia vor. Lebensraum dieser Tiere sind bevorzugt waldbestandene Hügel- oder Bergregionen, die gute Hänge für das Graben der Bauten sowie einheimische Gräser zum Fressen bieten. Im Süden ihres Verbreitungsgebiets werden auch niedrigere Höhenlagen und offenere Landschaften besiedelt.

## Lebensweise

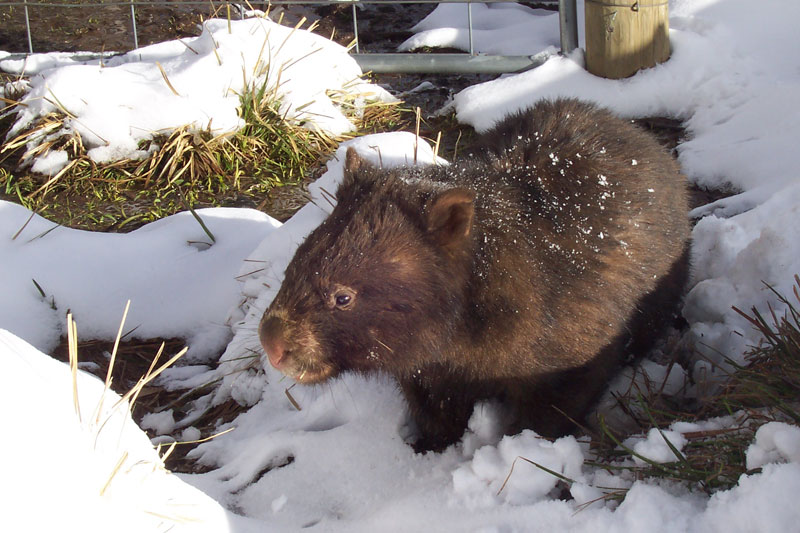
Nacktnasenwombat im Schnee

Nacktnasenwombats leben als Einzelgänger. Sie graben Baue, die einen oder mehrere Eingänge besitzen und die sich unterirdisch zu einem Netzwerk aus Tunneln verzweigen können. Die Schlafkammer wird mit Pflanzen gepolstert und liegt meist 2 bis 4 Meter hinter dem Eingang, aber auch bis 30 Meter lange Gänge wurden in Bauen gefunden. Nacktnasenwombats sind überwiegend dämmerungs- und nachtaktiv, mit Ausnahme gelegentlicher Sonnenbäder in kühleren Jahreszeiten. Normalerweise wird der Tag im Bau schlafend verbracht. Wombats sind Pflanzenfresser, sie ernähren sich von Gräsern, Wurzeln, Pflanzenzwiebeln und Pilzen, bevorzugen dabei junge Triebe. Diese finden sie vor allem wegen eines empfindlichen Geruchsinns.
Sie bewohnen einen Aktionsraum von 5 bis 25 Hektar Größe. Als Territorium wird der bevorzugte Futterplatz betrachtet und dieser mit Duftdrüsen und Kot markiert und gegebenenfalls mit aggressiven Lauten gegenüber Artgenossen verteidigt. Obwohl sie in der Regel einzelgängerisch leben, gibt es auch Berichte, wonach sich Tiere auch ohne Aggressionen in Bauten anderer Wombats aufhielten.
Meist bewegen sich Nacktnasenwombats langsam und bedächtig und entfernen sich nicht weit vom Bau.

## Fortpflanzung

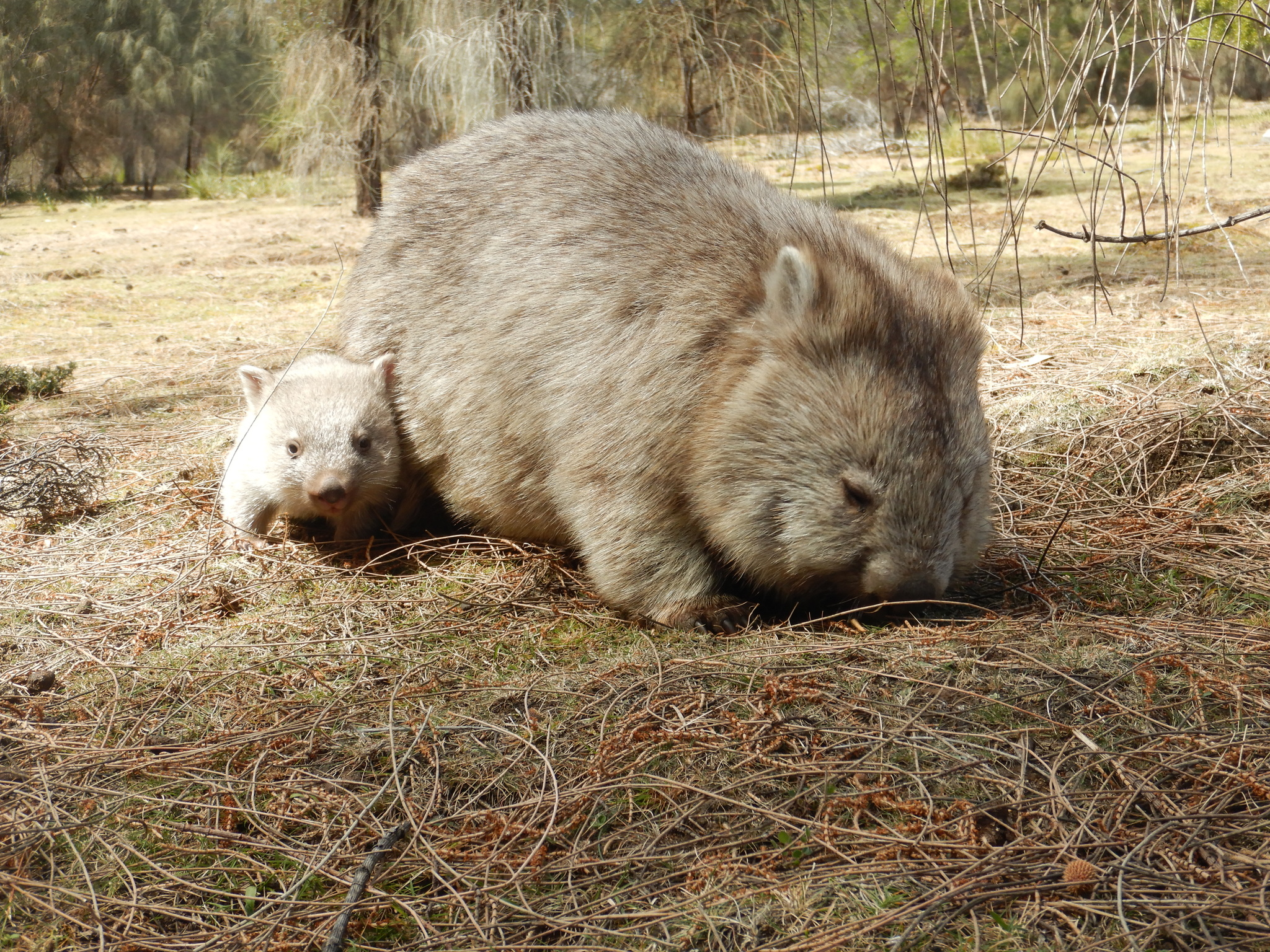
Vombatus ursinus ursinus mit Nachwuchs

Nacktnasenwombats können sich das ganze Jahr über fortpflanzen, der Höhepunkt der Paarung und der Geburten liegt jedoch im australischen Spätherbst (April bis Juni): Nach einer rund 20-tägigen Tragzeit bringt das Weibchen meist ein, manchmal auch zwei Jungtiere zur Welt. Diese verbringen die ersten sechs bis sieben Lebensmonate im nach hinten geöffneten Beutel der Mutter, nach 12 bis 15 Monaten werden sie entwöhnt und sind mit zwei Jahren geschlechtsreif.
Nacktnasenwombats sind für Beuteltierverhältnisse eher langlebig, ein weibliches Tier im Zoo Duisburg wurde über 34 Jahre alt. Als Jungtier gefangen, können sie sehr anhänglich werden.

## Systematik
Es lassen sich drei Unterarten des Nacktnasenwombats unterscheiden:
- Die Nominatform Vombatus ursinus ursinus, kleiner als die anderen Subspezies, war ursprünglich auf den Inseln der Bass Strait verbreitet, kommt heute jedoch nur noch auf Flinders Island vor.
- Auf dem Festland findet man Vombatus ursinus hirsutus.
- Die dritte Unterart Vombatus ursinus tasmaniensis ist auf Tasmanien beschränkt.

## Bedrohung
Obwohl er in manchen Teilen seines ursprünglichen Verbreitungsgebietes verschwunden ist, zählt der Nacktnasenwombat zu den verbreiteteren einheimischen Tieren Australiens. Sein Gesamtbestand wird auf 1 Million Tiere geschätzt; er gehört damit nicht zu den bedrohten Arten. Die Tiere sind jedoch in allen Staaten geschützt, abgesehen vom östlichen Victoria. Hier werden Wombats aufgrund der Zerstörungen, die sie an Kaninchenzäunen anrichten, als Schädlinge angesehen.
Nacktnasenwombats werden in zwei Unterarten in europäischen Tierparks in Halle, Duisburg, Hannover, Budapest, Stuttgart, 
Cambron-Casteau und Mechelen gepflegt.

## Belege
1. ↑  RP ONLINE: Duisburg: Der älteste Wombat der Welt ist tot. 2. Dezember 2008, abgerufen am 31. Juli 2025.
2. ↑  www.Zootierliste.de. Abgerufen am 26. August 2023.